# Calumma roaloko
Espèce
Calumma roaloko est une espèce de reptiles de la famille des Chamaeleonidae.

## Répartition
| Localisation de Madagascar dans le Monde |

| Localisation de Madagascar dans le Monde |

Endémique de Madagascar, ce caméléon s’observe dans la région de Alaotra-Mangoro.

## Description
Cette espèce est ovipare.

## Publication originale
- (en) David Prötzel, Shea M. Lambert, Ginah Tsiorisoa Andrianasolo, Carl R. Hutter, Kerry A. Cobb, Mark D. Scherz et Frank Glaw, « The smallest ‘true chameleon’ from Madagascar: a new, distinctly colored species of the Calumma boettgeri complex (Squamata, Chamaeleonidae) », Zoosystematics and Evolution,‎ 19 octobre 2018 (DOI 10.3897/zse.94.27305, lire en ligne )